# Hypselistes
Hypselistes Simon, 1894 è un genere di ragni appartenente alla famiglia Linyphiidae.

## Distribuzione
Le dieci specie oggi attribuite a questo genere sono state rinvenute in varie località della regione olartica, prevalentemente in Russia, Giappone e Cina. La specie dall'areale più vasto è la H. jacksoni, reperita in varie località dell'intera regione olartica.

## Tassonomia
A dicembre 2011, si compone di 10 specie e 1 sottospecie:
- Hypselistes acutidens Gao, Sha & Zhu, 1989 — Cina
- Hypselistes asiaticus Bösenberg & Strand, 1906 — Giappone
- Hypselistes australis Saito & Ono, 2001 — Russia, Giappone
- Hypselistes basarukini Marusik & Leech, 1993 — Russia
- Hypselistes florens (O. P.-Cambridge, 1875)[3] — USA, Canada, probabilmente in Bretagna
  - Hypselistes florens bulbiceps Chamberlin & Ivie, 1935 — USA
- Hypselistes fossilobus Fei & Zhu, 1993 — Russia, Cina
- Hypselistes jacksoni (O. P.-Cambridge, 1902) — Regione olartica
- Hypselistes kolymensis Marusik & Leech, 1993 — Russia
- Hypselistes paludicola Tullgren, 1955 — Svezia, Repubblica Ceca
- Hypselistes semiflavus (L. Koch, 1879) — Russia, Giappone

### Specie fossile
- †Hypselistes jacksoni O. P.-Cambridge, 1902 - rinvenuto in inghilterra, risalente al Quaternario[4]

### Sinonimi
- Hypselistes reducens Chamberlin & Ivie, 1935; questi esemplari, a seguito di un lavoro degli aracnologi Marusik & Leech del 1993 sono stati riconosciuti sinonimi di H. jacksoni (O. P.-Cambridge, 1902)[1].